# Амон-э-Эфрене
Амо́н-э-Эфрене́ (фр. Amont-et-Effreney) — коммуна во Франции, находится в регионе Франш-Конте. Департамент — Верхняя Сона. Входит в состав кантона Фоконье-э-ла-Мер. Округ коммуны — Люр.
Код INSEE коммуны — 70016.

## География

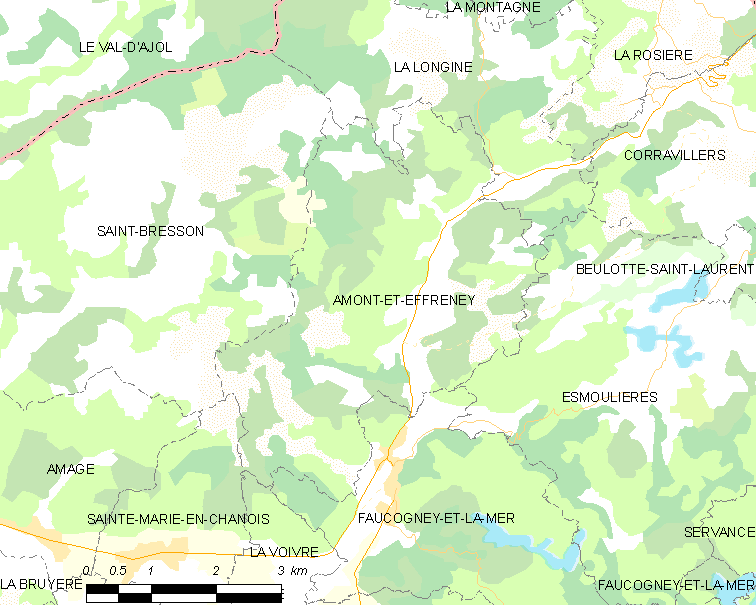
Карта коммуны

Коммуна расположена приблизительно в 330 км к востоку от Парижа, в 85 км северо-восточнее Безансона, в 45 км к северо-востоку от Везуля.
По территории коммуны протекает река Брёшен, есть много озёр. Большая часть территории коммуны покрыта лесами.

## Население
Население коммуны на 2010 год составляло 175 человек.
| 1962 | 1968 | 1975 | 1982 | 1990 | 1999 | 2010 |
| ---- | ---- | ---- | ---- | ---- | ---- | ---- |
| 366  | 333  | 290  | 256  | 229  | 194  | 175  |

## Администрация
| Период | Период | Фамилия        | Партия | Примечания |
| ------ | ------ | -------------- | ------ | ---------- |
| 1989   | 2007   | Андре Тюайон   |        |            |
| 2007   | 2014   | Жан-Клод Пуаро |        |            |

## Экономика
В 2010 году среди 100 человек трудоспособного возраста (15-64 лет) 64 были экономически активными, 36 — неактивными (показатель активности — 64,0 %, в 1999 году было 65,6 %). Из 64 активных жителей работали 55 человек (28 мужчин и 27 женщин), безработных было 9 (6 мужчин и 3 женщины). Среди 36 неактивных 7 человек были учениками или студентами, 24 — пенсионерами, 5 были неактивными по другим причинам.

## Достопримечательности
- Монументальный крест Мон-Даэн (XVI век). Исторический памятник с 1986 года[3]